# The Alternative to Love
The Alternative to Love är det tredje albumet av amerikanen Brendan Benson, utgivet 2005. Låten "Cold Hands (Warm Heart)" finns med i tv-serien Bones i avsnittet A Boy in the Tree. Sången "What I'm Looking For" har spelats i en Apple Ipod touch-reklam.

## Låtlista
Alla sånger på skivan är skrivna av Brendan Benson.
1. "Spit It Out" – 3:20
2. "Cold Hands (Warm Heart)" – 3:25
3. "Feel Like Myself" – 4:16
4. "Alternative to Love" – 4:35
5. "The Pledge" – 2:55
6. "Them and Me" – 4:00
7. "Biggest Fan" – 3:45
8. "Flesh and Bone" – 2:55
9. "Get It Together" – 3:32
10. "Gold into Straw" – 3:43
11. "What I'm Looking For" – 3:31
12. "Between Us" – 3:12